# Ixothraupis punctata
La tangara o tangará puntosa (en Colombia) (Tangara punctata), también denominada tangara punteada (en Ecuador), tangara goteada (en Venezuela), tangara de mejillas grises (en Venezuela) o tangara moteada (en Perú), es una especie de ave paseriforme de la familia Thraupidae, perteneciente al  género Ixothraupis, anteriormente situada en Tangara Es nativa del norte y oriente de la cuenca amazónica, del escudo guayanés y de regiones andinas del oeste de América del Sur.

## Distribución y hábitat
Se distribuye en áreas disjuntas, desde el sur y este de Venezuela, por Guyana, Surinam, Guayana Francesa, y norte y oriente de la Amazonia brasileña (hacia el sur hasta el norte de Mato Grosso); y por la pendiente oriental de los Andes, desde el norte de Ecuador, hacia el sur, por el este de Perú, hasta el noroeste de Bolivia. Además, en 2012 fue hallada en Colombia.
Esta especie es considerada bastante común a localmente común en sus hábitats naturales: el dosel y los bordes de selvas húmedas tropicales y selvas de estribaciones andinas, principalmente entre los 600 y 2000 m de altitud.

## Descripción
En promedio mide 12,7 cm de longitud y pesa 15 g. Su dorso es verde brillante con el centro de las plumas negros, que dan un aspecto de escamas. Tiene la cara, garganta y pecho de color blancuzco azulado; el vientre blanco con puntos negros; y los flancos y la región infracaudal de color verde pistacho. Sus alas y cola son negras con las puntas verde amarillentas.

## Alimentación
Se alimenta de frutos, especialmente de bayas. También come el polen de las flores e insectos.

## Reproducción
Llega a la madurez sexual a los 12 meses. Construye un nido en forma de cuenco. La hembra pone de dos a tres huevos y los pichones nacen 15 a 17 días después.

## Sistemática

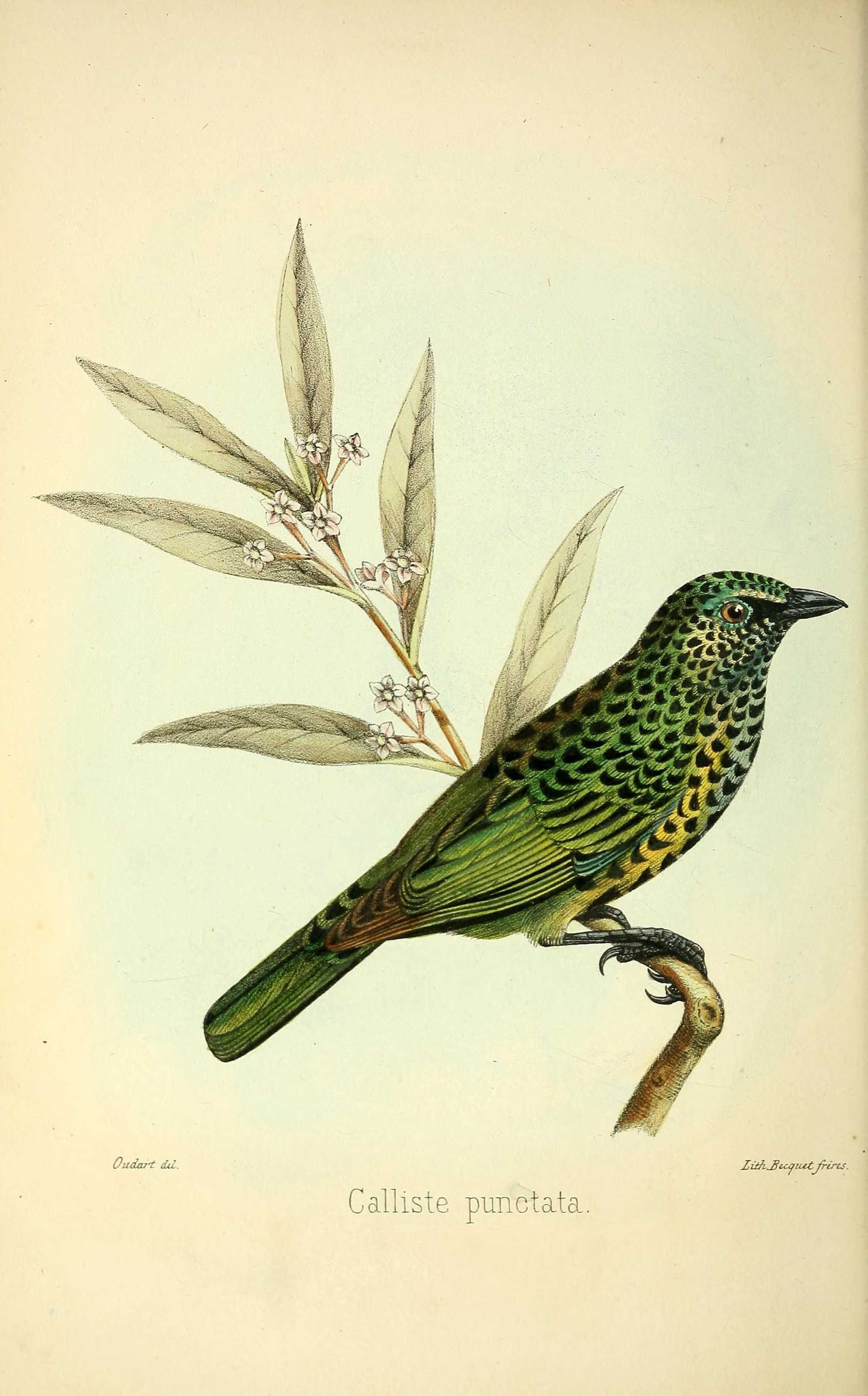
Calliste punctata = Ixothraupis punctata, ilustración en P.L. Sclater A monograph of the birds forming the tanagrine genus Calliste, 1857.

### Descripción original
La especie I. punctata fue descrita por primera vez por el naturalista sueco Carolus Linnaeus en 1766 bajo el nombre científico Tanagra punctata; su localidad tipo es: «Surinam».

### Etimología
El nombre genérico femenino Ixothraupis se compone de la palabras griegas «ixos»: muérdago, y «θραυπίς thraupis»: pequeño pájaro desconocido mencionado por Aristóteles, tal vez algún tipo de pinzón; en ornitología thraupis significa «tangara»; y el nombre de la especie «punctata» del latín moderno «punctatus»: punteado, moteado.

### Taxonomía
Los amplios estudios filogenéticos recientes demuestran que la presente especie es hermana del par formado por Ixothraupis xanthogastra e Ixothraupis guttata.
Varios estudios filogenéticos recientes demostraron que el numeroso y amplio género Tangara era polifilético. Para las especies entonces denominadas Tangara guttata, T. varia, T. xanthogastra, T. rufigula y la presente, que quedaban aisladas de las llamadas «tangaras verdaderas», Burns et al. (2016) propusieron  resucitar el género Ixothraupis. El Comité de Clasificación de Sudamérica (SACC), en la propuesta N° 730 parte 19 aprobó esta separación, en lo que fue seguido por el Congreso Ornitológico Internacional (IOC) y Clements checklist/eBird. Otras clasificaciones como Aves del Mundo (HBW), Birdlife International (BLI) y el Comité Brasileño de Registros Ornitológicos (CBRO) continúan a incluirlas en Tangara, con lo cual las cinco especies conservan su nombre anterior.

### Subespecies
Según las clasificaciones del IOC y Clements Checklist/eBird v.2019 se reconocen cinco subespecies, con su correspondiente distribución geográfica:
- Ixothraupis punctata punctata (Linnaeus), 1766 – sur de Venezuela, las Guayanas y  norte de la Amazonia brasileña.
- Ixothraupis punctata zamorae (Chapman), 1925 – este de Ecuador y norte de Perú.
- Ixothraupis punctata perenensis (Chapman), 1925 – región de Chanchamayo en el este de Perú.
- Ixothraupis punctata annectens (J.T. Zimmer), 1943 – región del río Inambari en el sureste de Perú.
- Ixothraupis punctata punctulata (P.L. Sclater & Salvin), 1876 – yungas del norte de Bolivia (La Paz y Cochabamba).